# Flower (canción de Soundgarden)
«Flower» es el único sencillo extraído del álbum Ultramega OK de Soundgarden. Fue editado en 1989 en el sello SST Records, realizándose además el primer vídeo musical de la banda dirigido por Mark Miremont. El vídeo salió numerosas veces en el programa de la MTV titulado "120 Minutes", consiguiendo bastante popularidad y atrayendo la atención a la recién creada escena musical de Seattle.
En el sencillo aparecen además dos canciones: "Head Injury", que puede oírse en el álbum debut de la banda; y "Toy Box", que fue compuesto en las sesiones de grabación del EP Screaming Life aunque no apareció en este, con lo que sólo puede encontrarse en este sencillo.

## Lista de canciones
1. «Flower» - 3:25
2. «Head Injury» - 2:22
3. «Toy Box» - 5:39